# Kreuztor

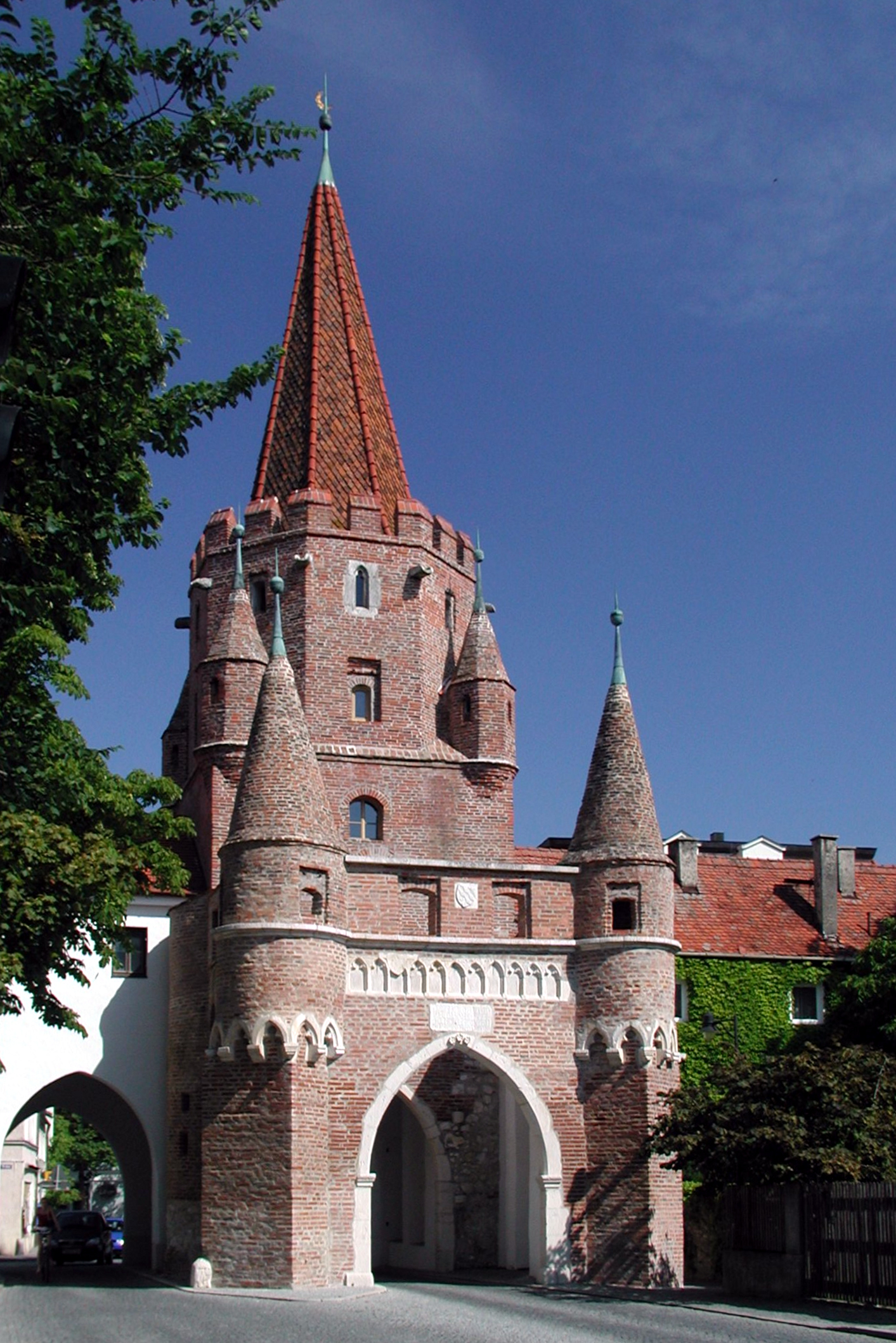
Kreuztor w Ingolstadt

Kreuztor (pol. Brama Krzyżowa) – dawna brama miejska w średniowiecznych murach obronnych miasta Ingolstadt w Bawarii, w Niemczech. Jedyna zachowana z czterech istniejących dawniej bram miejskich (Feldkirchnertor, Hardertor, Kreuztor i Donautor) w drugim, budowanym od 1363 r. obwodzie murów obronnych.
Znajduje się w zachodniej części okręgu dawnych murów obronnych miasta. Zbudowana została w 1385 r. z cegły, z oszczędnym zastosowaniem kształtek z białego kamienia wapiennego. Bramę wieńczy ośmioboczna wieża bramna, nakryta wysokim, ostrosłupowym dachem i flankowana czterema narożnymi, wielobocznymi wieżyczkami. Od strony zewnętrznej nad samą bramą wznoszą się jeszcze dwie kolejne, okrągłe wieżyczki. Nazwa bramy pochodzi od istniejącego dawniej na jej przedpolu przytułku dla trędowatych z kaplicą pod wezwaniem Św. Krzyża.
Z uwagi na swą charakterystyczną sylwetę brama jest dziś najbardziej rozpoznawalną budowlą i nieformalnym symbolem miasta Ingolstadt.